# West-Saksisch voetbalkampioenschap 1925/26
In 1925/26 werd het veertiende voetbalkampioenschap van West-Saksen gespeeld, dat georganiseerd werd door de Midden-Duitse voetbalbond. VfL Zwickau werd kampioen en plaatste zich voor de Midden-Duitse eindronde. De club versloeg Viktoria 1913 Lauter en verloor dan van Dresdner SC.
Dit jaar mocht ook de vicekampioen naar een aparte eindronde, waar de winnaar nog kans maakte om door te stoten naar de nationale eindronde. Glauchau won van FC Tanne Thalheim en verloor dan van SpVgg 06 Falkenstein.

## Gauliga
| Plaats | Club                     | Wed. | W  | G | V  | Saldo | Ptn.  |
| ------ | ------------------------ | ---- | -- | - | -- | ----- | ----- |
| 1.     | VfL 1905 Zwickau         | 16   | 11 | 3 | 2  | 71:24 | 25:7  |
| 2.     | VfB 1907 Glauchau        | 16   | 12 | 0 | 4  | 57:36 | 24:8  |
| 3.     | SVgg Meerane 07          | 16   | 10 | 1 | 5  | 76:33 | 21:11 |
| 4.     | Zwickauer SC 05          | 16   | 9  | 3 | 4  | 42:34 | 21:11 |
| 5.     | Planitzer SC 1912        | 16   | 7  | 2 | 7  | 29:35 | 16:16 |
| 6.     | SpVgg 1906 Crimmitschau  | 16   | 6  | 1 | 9  | 37:44 | 13:19 |
| 7.     | TuB 1900 Werdau          | 16   | 5  | 3 | 8  | 40:53 | 13:19 |
| 8.     | FC 1902 Zwickau          | 16   | 4  | 1 | 11 | 40:65 | 9:23  |
| 9.     | Fußballring 1919 Crossen | 16   | 1  | 0 | 15 | 17:85 | 2:30  |

|  | Kampioen, geplaatst voor Midden-Duitse eindronde           |
|  | Geplaatst voor Midden-Duitse eindronde voor vicekampioenen |